# Tầng sinh mạch

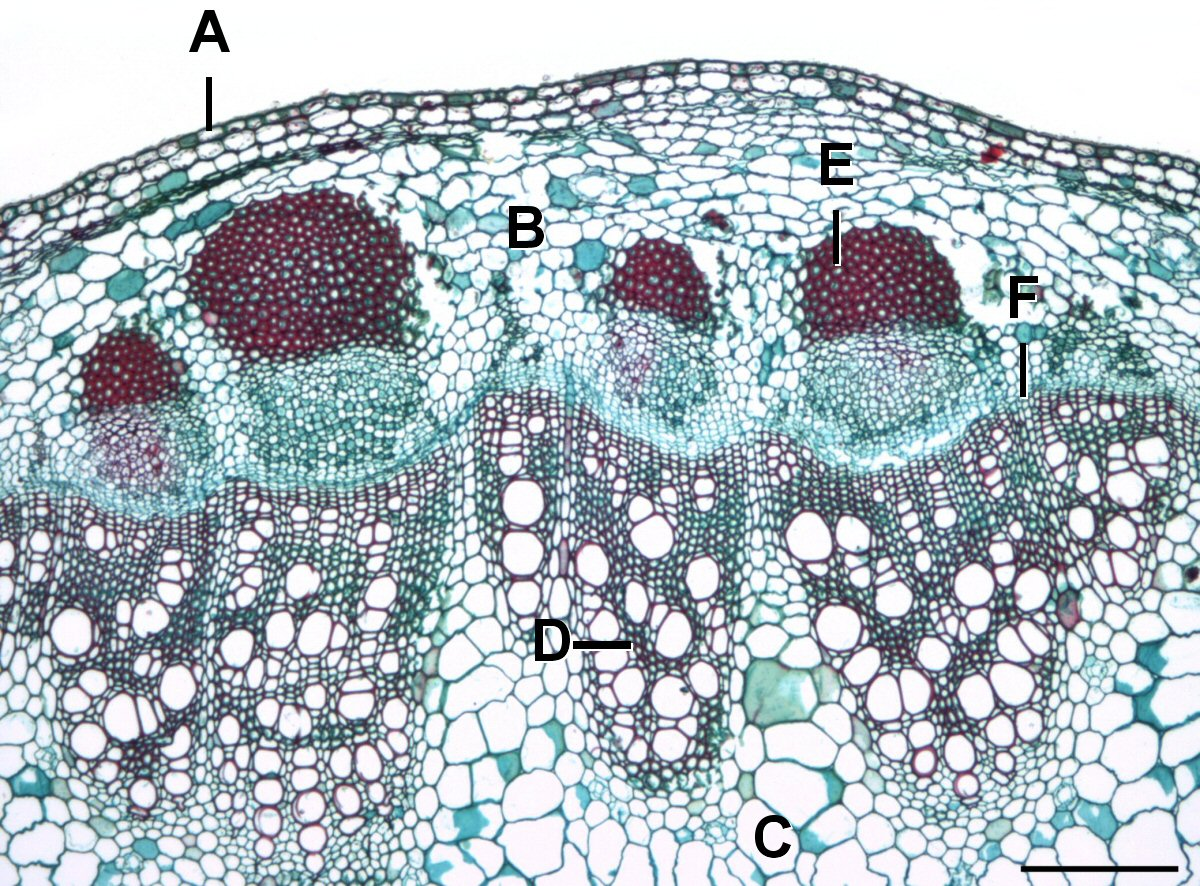
Hình vi phẫu thân cây chi Hướng dương Helianthus. Các tế bào của tầng sinh mạch (F) phân chia để tạo thành mạch rây ở bên ngoài, nằm bên dưới cương mô (mô cứng) (E) và mạch gỗ (D) ở bên trong. Hầu hết tế bào của tầng sinh mạch nằm ở vị trí xen giữa các bó mạch (gồm mạch gỗ và mạch rây).

Tầng sinh mạch hay còn gọi là tầng sinh trụ, tượng tầng mạch, tượng tầng libe - gỗ, tầng phát sinh libe - gỗ là mô sinh trưởng chính trong thân và rễ của nhiều loài thực vật, đặc biệt là ở các cây hai lá mầm và ở một số thực vật có mạch khác. Tầng sinh mạch là mô phân sinh thứ cấp và cũng là loại tượng tầng chính ở thực vật. Nó tạo ra mạch gỗ thứ cấp hướng vào trong về phía tủy và mạch rây thứ cấp hướng ra ngoài, về phía vỏ cây.
Ở thực vật thân thảo, tầng sinh mạch xuất hiện trong các bó mạch thường xếp thành dạng chuỗi hạt tạo thành các vòng gián đoạn bên trong thân. Ở thực vật thân gỗ, nó tạo thành một hình trụ gồm các tế bào mô phân sinh không chuyên biệt, như một vòng liên tục mà từ đó các mô mới được phát triển. Không giống như mạch rây và mạch gỗ, nó không vận chuyển nước, khoáng chất qua cây.

## Hiện diện trong các nhóm thực vật
Tầng sinh mạch được tìm thấy ở cây hai lá mầm và cây hạt trần nhưng không có ở cây một lá mầm (nhóm này thường thiếu sinh trưởng thứ cấp). Ở cây thân gỗ, tầng sinh mạch là đường phân cách rõ ràng giữa phần vỏ và phần gỗ; ngoài ra chúng cũng có một tầng sinh bần. Do đó khi ghép cành, tầng sinh mạch của gốc ghép và cành ghép phải tiếp xúc thì chúng mới có thể phát triển cùng nhau.

## Cấu trúc và chức năng

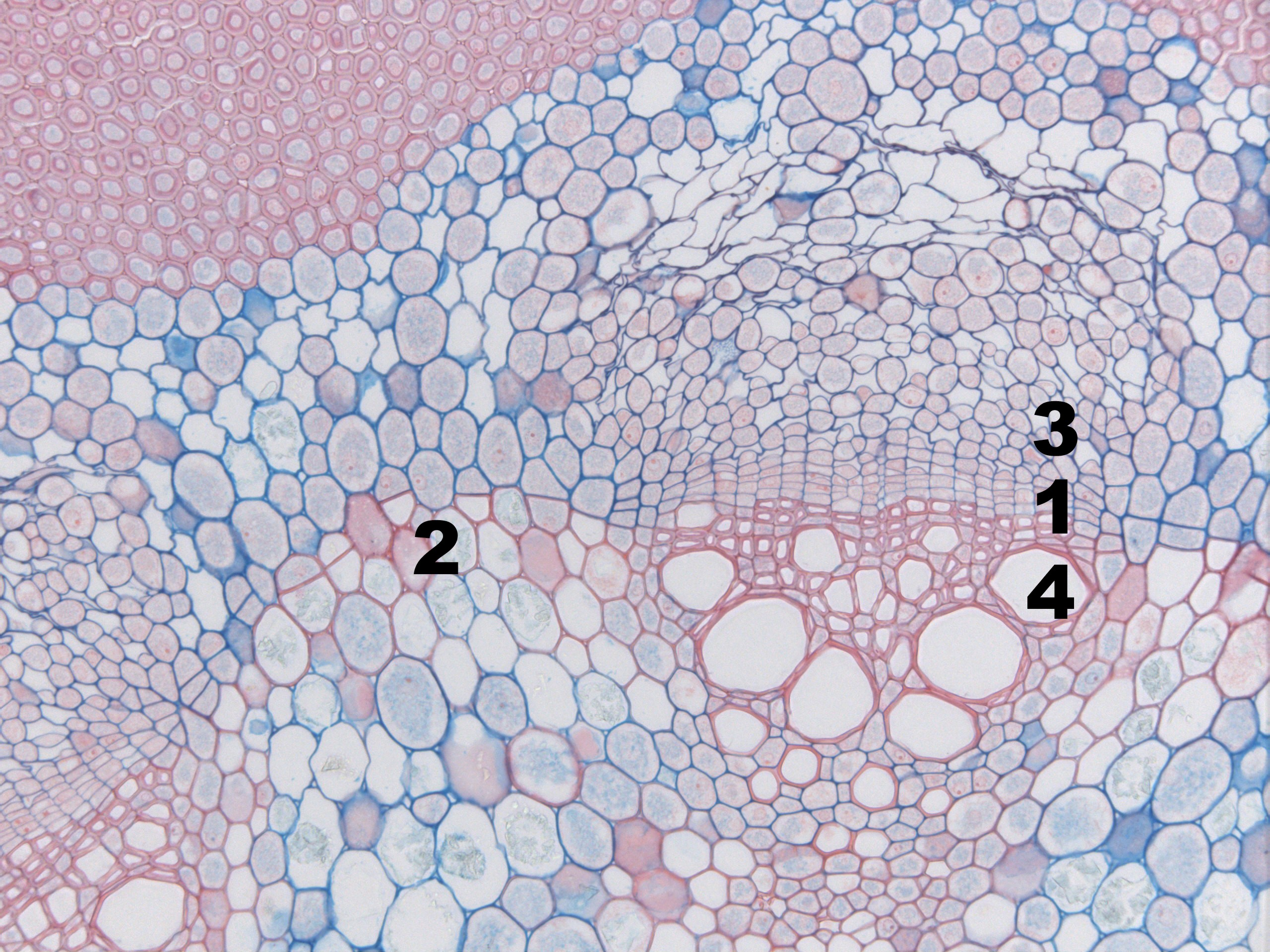
Tầng sinh mạch và các cấu trúc lân cận ở loài Aristolochia macrophylla: 1 - tầng sinh mạch trong bó, 2 - tầng sinh mạch gian bó, 3 - mạch rây thứ cấp, 4 -mạch gỗ thứ cấp

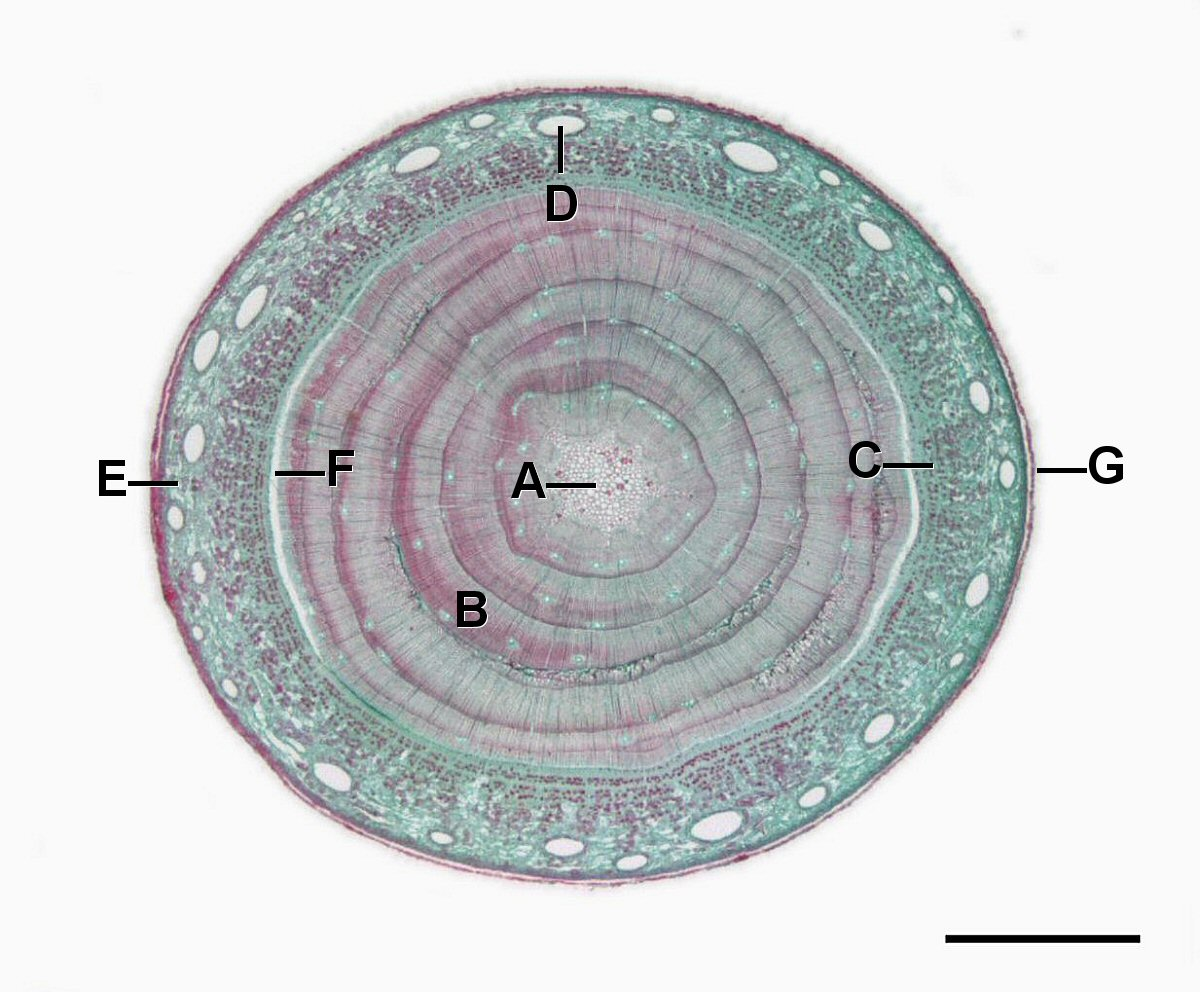
Cấu tạo thân cây chi Thông: A - tủy, B - mạch gỗ thứ cấp, C - mạch rây sơ cấp, D - ống nhựa, E - lớp vỏ cây, F - tầng sinh mạch, G - biểu bì. Thước tỷ lệ 0,7mm.

Tầng sinh mạch hiện diện giữa mạch gỗ sơ cấp và mạch rây sơ cấp được gọi là tầng sinh mạch trong bó (có nghĩa là trong các bó mạch, tiếng Anhː intrafascicular cambium). Trong quá trình sinh trưởng thứ cấp, các tế bào của tia tuỷ tạo thành một vách ngăn giữa các bó mạch lân cận, tầng sinh mạch lúc này là một mô phân sinh và tạo ra tầng sinh mạch mới - tầng sinh mạch gian bó (có nghĩa là ở giữa các bó mạch, tiếng Anhː interfascicular cambium). Tầng sinh mạch trong bó và gian bó liên kết với nhau để tạo thành một vòng (trong không gian ba chiều là một ống) ngăn cách giữa mạch gỗ sơ cấp và mạch rây sơ cấp, gọi là vòng tầng sinh mạch. Tầng sinh mạch tạo ra mạch gỗ thứ cấp ở bên trong vòng và mạch rây thứ cấp ở bên ngoài, đẩy mạch gỗ sơ cấp và mạch rây sơ cấp ra xa nhau.
Tầng sinh mạch thường bao gồm hai loại tế bào:
- Tế bào hướng trụ hay tế bào trục (fusiform initials)ː tế bào phát triển dãn dài theo hướng trục thân cây.
- Tế bào xuyên tâm hay tế bào tia (ray initials)ː nhỏ hơn tế bào trục, phát triển theo mặt cắt ngang của thân cây.

### Tín hiệu tế bào
Tầng sinh mạch được duy trì bởi một mạng lưới nhiều vòng phản hồi tín hiệu tương tác. Hiện tại, cả hormone và peptide ngắn đã được xác định là chất mang thông tin trong các hệ thống này. Trong khi quy trình tương tự xảy ra ở các mô phân sinh thực vật khác, tầng sinh mạch nhận tín hiệu từ cả mạch gỗ và mạch rây ở hai bên của nó. Các tín hiệu nhận được từ bên ngoài mô phân sinh có tác dụng điều hòa các yếu tố bên trong, thúc đẩy sự tăng sinh và biệt hóa tế bào.

### Điều hòa bởi hormone
Các hormone thực vật có liên quan đến hoạt động của tượng tầng mạch là auxin, ethylen, gibberellin, cytokinin, acid abscisic và có thể còn nhiều hơn thế nữa. Mỗi hormone thực vật này và sự kết hợp các nồng độ khác nhau của chúng đều rất quan trọng để điều chỉnh quá trình trao đổi chất của thực vật.
Hormone auxin được chứng minh là có khả năng kích thích quá trình nguyên phân, sản sinh tế bào và điều chỉnh sự phát triển của tầng sinh mạch gian bó và trong bó. Hiện diện của auxin lên bề mặt của một gốc cây cho phép thân cây tiếp tục phát triển thứ cấp. Sự thiếu vắng hoocmon auxin sẽ có ảnh hưởng bất lợi đến cây trồng. Người ta đã chứng minh được rằng các thể đột biến không có auxin sẽ làm giảm sự phát triển của các bó mạch và do đó làm tăng kích thước của tầng sinh mạch gian bó. Do đó, cây đột biến sẽ bị giảm khả năng vận chuyển nước, chất dinh dưỡng và các sản phẩm quang hợp, cuối cùng dẫn đến chết. Auxin cũng quy định hai loại tế bào trong tầng sinh mạch, tế bào tia và tế bào trục. Hai loại tế bào này đảm bảo sự kết nối và giao tiếp giữa mạch gỗ và mạch rây được duy trì để chuyển dịch dinh dưỡng và đường được lưu trữ một cách an toàn như một nguồn năng lượng. 
Mức độ ethylene cao trong các loài thực vật có tầng sinh mạch hoạt động và hiện vẫn đang được nghiên cứu. Gibberellin kích thích sự phân chia tế bào của tầng sinh mạch và cũng điều chỉnh sự biệt hóa của các mô mạch gỗ nhưng không ảnh hưởng đến tốc độ biệt hóa mạch rây. Sự khác biệt biệt hóa là một quá trình thiết yếu nhằm thay đổi những mô này thành một loại chuyên biệt hơn, có vai trò quan trọng trong việc duy trì dạng sống của thực vật. Ở chi Dương, nồng độ gibberellin cao có tương quan thuận với sự gia tăng sự phân chia tế bào tầng sinh mạch và sự gia tăng auxin trong tế bào gốc của tầng sinh mạch. Gibberellin cũng chịu trách nhiệm cho sự mở rộng của mạch gỗ thông qua một tín hiệu truyền từ chồi đến rễ. 
Hormone cytokinin được biết là điều chỉnh tốc độ phân chia tế bào thay vì hướng phân hóa tế bào. Một nghiên cứu đã chứng minh rằng các đột biến được phát hiện làm giảm sự phát triển của thân và rễ nhưng sinh trưởng thứ cấp của các bó mạch không bị ảnh hưởng khi xử lý cytokinin.

## Làm thức ăn

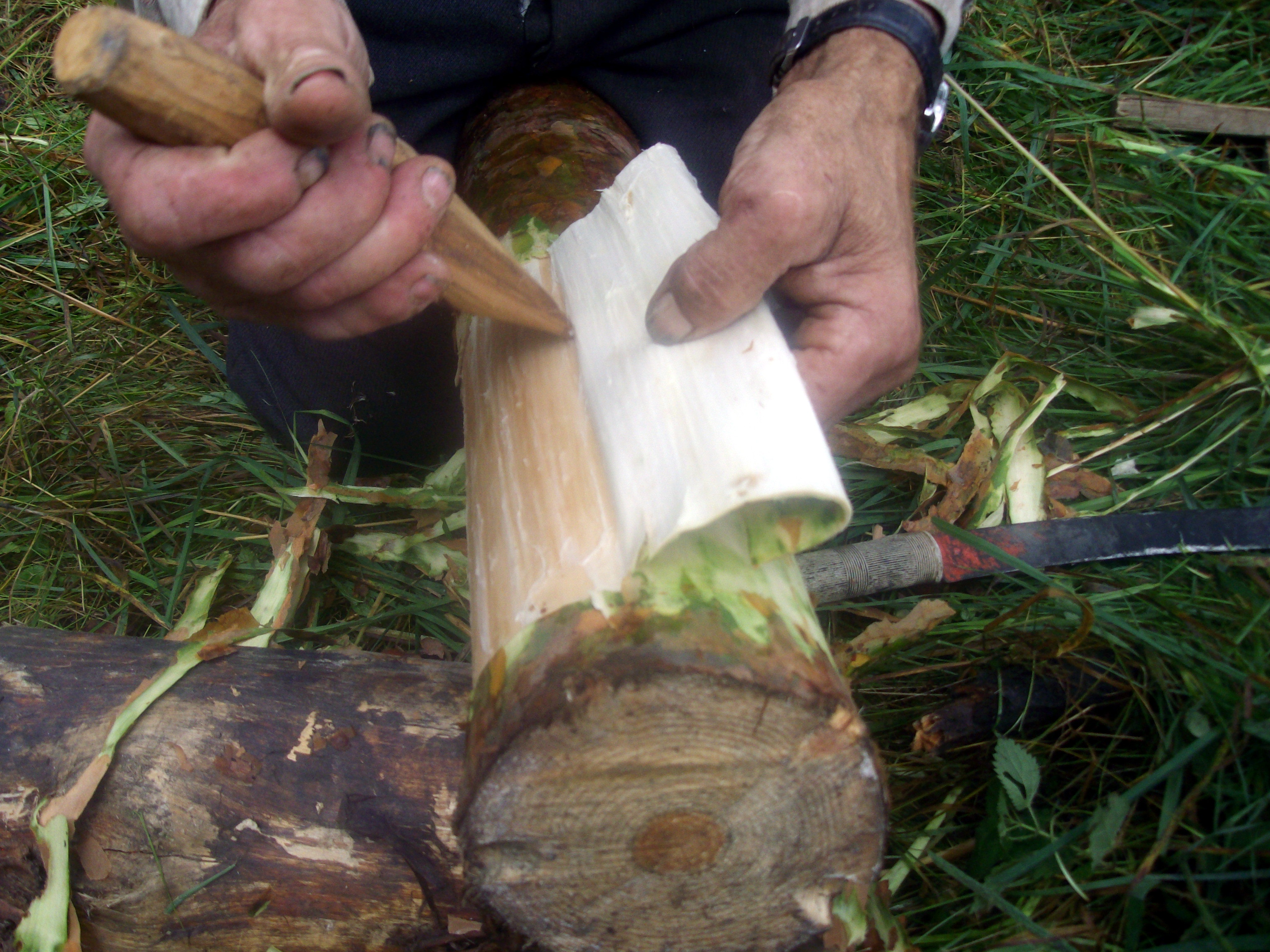
Thu lấy tầng sinh mạch bằng công cụ đặc biệt, "lusa": tầng sinh mạch ở cây thông được sử dụng làm thực phẩm khẩn cấp ở Phần Lan trong nạn đói, lần trước, trong và sau cuộc nội chiến năm 1918. Vỏ cây ngoài cùng được loại bỏ, vỏ bên trong (tầng sinh mạch) sau đó được tách ra khỏi cây bằng cách sử dụng một công cụ đặc biệt làm bằng gỗ cứng, ví dụ: cây bách xù và được gọi là "lusa" trong tiếng Phần Lan. Những lớp tầng sinh mạch mềm, trắng bên trong được để khô trong vài giờ và sau đó được nung trên lửa hoặc than cho đến khi có màu nâu nhạt và dễ vỡ. Tầng sinh mạch này được nghiền tạo ra bột được sử dụng cho bánh mì với lúa mạch đen.

Tầng sinh mạch của hầu hết các cây đều có thể ăn được và khi ăn tươi có vị như kẹo cao su. Tuy nhiên, cách sử dụng phổ biến hơn là sấy khô và sau đó nghiền tầng sinh mạch thành bột để sử dụng làm bánh mì.
Ở loài Pinus sylvestris (thông Scots), tầng sinh mạch có nhiều carbohydrate, vitamin C và sắt, được người Sami ở bắc Thụy Điển sử dụng như một nguồn lương thực chính dưới nhiều cách chế biến như xay bột (bột này có thể được trộn với sữa, máu tuần lộc, súp thịt hoặc cá), ăn tươi, phơi khô hoặc rang. Việc sử dụng sản phẩm từ vỏ cây đã ngừng vào thế kỷ 19 do sự xuất hiện của các sản phẩm thay thế khác.